# Saint-Thurien (Eure)
Saint-Thurien è un comune francese di 216 abitanti situato nel dipartimento dell'Eure nella regione della Normandia.

## Società

### Evoluzione demografica
Abitanti censiti